# Alex Ramos
Pour les articles homonymes, voir Ramos.
Alex Ramos est un boxeur américain né le 17 janvier 1961 à Manhattan, New York.

## Carrière
Il devient champion des États-Unis dans la catégorie poids moyens le 25 avril 1984 mais perd son titre la même année. Il est également battu par l'argentin Jorge Fernando Castro lors de son unique championnat du monde WBA le 5 novembre 1994 puis met un terme à sa carrière à l'issue de ce combat.